# خيسوس فاييخو
خيسوس فاييخو لازارو (تلفظ بالإسبانية: /xeˈsuz βaˈʎexo ˈlaθaɾo/;؛ مواليد 5 يناير 1997) هو لاعب كرة قدم إسباني يلعب في مركز قلب الدفاع مع نادي ألباسيتي.
بدأ مسيرته مع ريال سرقسطة. وفي عام 2015، وقّع اللاعب البالغ من العمر 18 عامًا مع ريال مدريد، وأُعير على التوالي إلى سرقسطة، آينتراخت فرانكفورت، وولفرهامبتون واندررز وغرناطة (مرتين)، وكان لاعبًا احتياطيًا خلال فترته هناك.
كان فاييخو لاعبًا دوليًا في منتخبات إسبانيا السنية حيثُ فاز ببطولة بطولة أمم أوروبا تحت 21 سنة 2019، وحقق الميدالية الفضية مع منتخب إسبانيا الأولمبي في أولمبياد طوكيو 2020.

## مسيرته الكروية

### ريال سرقسطة
ولد في سرقسطة، أرغون، وانضم فاييخو فريق الفئات السنية في نادي ريال سرقسطة في عام 2007، عندما كان يبلغ من العمر 10. بتاريخ 26 يوليو 2013، بعد تألقه في فريق الشباب، وقع عقدا جديدا مع النادي. في 26 ديسمبر، مدد عقده حتى عام 2019.
سجل فاييخو أول هدف في مسيرته في 5 أبريل، حيث سجل الهدف الأخير في المباراة التي انتهت بالتعادل 1–1 ضد تينيريفي. في نفس المباراة تم تعيينه كقائد للفريق من قبل رانكو بوبوفيتش، وبقي هو الكابتن بعد ذلك.

### ريال مدريد

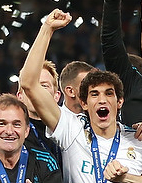
فاييخو يحتفل بتحقيق دوري أبطال أوروبا مع ريال مدريد.

في 31 يوليو 2015، وقع فاييخو عقدًا مدته ست سنوات مع ريال مدريد مقابل 6 ملايين يورو كما أشيع. وتمت إعارته إلى ريال سرقسطة لمدة عام واحد. انتقل في الصيف التالي إلى الخارج، بعد الموافقة على عقد إعارة لمدة عام واحد مع نادي آينتراخت فرانكفورت الألماني.
شارك لأول مرة في الدوري الألماني في 27 أغسطس 2016، حيث جاء كبديل في مباراة الفوز 1–0 على ضيفه شالكه. وسجل هدفه الأول أيضا من بعد دخوله من مقاعد البدلاء، مما ساهم في التعادل 2–2 مع لايبزيغ أيضا في كومرتسبانك أرينا في المباراة الأخيرة من الموسم.
في 7 يوليو 2017، تم الإعلان بان فاييخو سيكون من ضمن تشكيلة ريال مدريد في الموسم الجديد. وأرتدى القميص رقم 3 الذي كان يرتديه بيبي سابقا.
شارك في أول مباراة رسمية له في 26 أكتوبر، عندما شارك ضد فوينلابرادا وتم طرده في الدقيقة الأخيرة من مباراة الفوز 2–0 خارج ملعبه في كأس ملك إسبانيا. ظهوره الأول في الدوري الأسباني كان بعد عشرة أيام، عندما شارك مع سيرخيو راموس في هزيمة لاس بالماس 3–0 على ملعب الأخير.
استفاد من إصابة ناتشو وإيقاف راموس، وشارك فاييخو لأول مرة له في دوري أبطال أوروبا في 11 أبريل 2018، حيث لعب مباراة الخسارة 1–3 على أرضه أمام يوفنتوس كاملة. وتأهل إلى دور نصف النهائي بعد الفوز 4–3 بمجموع المباراتين. كان هذا ظهوره الوحيد، حيث فاز ريال مدريد بلقبه الثالث على التوالي و 13 في تاريخه.
في 27 يوليو 2019، انتقل فاييخو إلى نادي وولفرهامبتون واندررز الذي يلعب في الدوري الإنجليزي الممتاز على سبيل الإعارة لمدة موسم كامل. شارك لأول مرة في 15 أغسطس، في مباراة الفوز 4–0 على أرضه ضد بيونيك في الجولة الثالثة من التصفيات في الدوري الأوروبي. لعب أول مباراة له في الدوري الإنجليزي الممتاز في 14 سبتمبر، حيث شارك في 90 دقيقة كاملة في الخسارة 5–2 أمام تشيلسي أيضًا على استاد مولينيو. شارك مرة أخرى في الدوري، ولكن لم يتم اشراكه مرة أخرى باستثناء مباراة في كأس رابطة الأندية الإنجليزية المحترفة في فريق يتكون بشكل كبير من اللاعبين الاحتياطيين.
في بداية فترة الانتقالات في يناير، أكد مدرب ولفرهامبتون نونو إسبيريتو سانتوأن فاييخو كان من المحتمل أن يغادر وأضاف أن المدافع «كان لديه لحظات لعبها، ولحظات قدم فيها أداءً جيدًا، وبعض اللحظات لم يقدم أداءً جيدًا. ... من الواضح أن الأمر لم ينجح». في 24 يناير 2020، أُعير إلى نادي غرناطة في الدوري الإسباني حتى يونيو؛ في 18 أغسطس، تم تمديد الإعارة لعام آخر. وشارك في 12 مباراة ضمن مشوار نادي غرناطة إلى ربع نهائي دوري أوروبا 2020–21، ليبلغ إجمالي مشاركاته في ذلك الموسم 37 مباراة.
في 30 أبريل 2022، وبسبب الإصابات والإيقافات، شارك فاييخو أساسيًا في الفوز 4–0 على أرضه أمام إسبانيول، وهو الفوز الذي منح ريال مدريد لقب الدوري الخامس والثلاثين في تاريخه، حيث شكّل ثنائيًا دفاعيًا مع كاسيميرو. ومع ذلك، شارك فقط في ثماني مباريات رسمية خلال ذلك الموسم.
في 15 يوليو 2023، عاد فاييخو إلى غرناطة على سبيل الإعارة لمدة موسم واحد في 2023–24. لكنه شارك فقط لمدة 106 دقيقة في فترته الثانية مع النادي، الذي هبط في نهاية الموسم.
في 2024–25، شارك فاييخو في ثلاث مباريات فقط مع ريال مدريد. في الأولى، بتاريخ 24 سبتمبر 2024 ضد ديبورتيفو ألافيس، طالبت الجماهير في ملعب الفريق بمشاركته عندما كانت النتيجة 3–0 لصالح الريال فدخل بديلًا لزميله إيدر ميليتاو في آخر 15 دقيقة، وانتهت المباراة بفوز 3–2. بعد ذلك، تراجع ترتيبه في الفريق، حيث فُضِّل عليه اللاعب الشاب راؤول أسينسيو. في 30 مايو 2025، أعلن نادي ريال مدريد أن فاييخو سيغادر النادي عند انتهاء عقده.

### ألباسيتي
في 14 يوليو 2025، وقع فاييخو عقدًا مع نادي ألباسيتي لمدة موسمين بصفحة انتقال حر.

## مسيرته الدولية
في 7 مارس 2013، شارك فاييخو مع منتخب إسبانيا تحت 16 سنة في مباراة ودية ضد المجر. لعب أول مباراة له مع منتخب منتخب إسبانيا تحت 21 سنة في 26 مارس 2015 وكان عمره حينها 18 سنة، بدءا من الفوز 2–0 ضد النرويج في قرطاجنة في مباراة إستعراضية أخرى.
تم استدعاءه للمشاركة في بطولة أوروبا تحت 21 سنة لكرة القدم 2017 من قبل المدير الفني ألبرت سيلاديس، لعب فاييخو أربع مباريات حتى انهى البطولة كوصيف. على الرغم من أنه لم يكن جزءًا من تشكيلة الـ 23 لاعب في نهائيات كأس العالم 2018، فقد تم استدعاءه من قبل المدرب جولين لوبيتيغي لمباراة ودية ضد سويسرا في 3 يونيو.
كان فاييخو واحداً من بين 22 لاعباً تم اختيارهم من قبل منتخب إسبانيا الأولمبي للمشاركة في دورة الألعاب الأولمبية الصيفية 2020 التي تأجلت إلى صيف 2021 بسبب جائحة فيروس كورونا.

## الإحصائيات
آخر تحديث 25 يوليو 2020.
| النادي                     | الموسم   | الدوري | الدوري  | الكأس1 | الكأس1  | أوروبا | أوروبا  | المجموع | المجموع |
| النادي                     | الموسم   | الظهور | الأهداف | الظهور | الأهداف | الظهور | الأهداف | الظهور  | الأهداف |
| -------------------------- | -------- | ------ | ------- | ------ | ------- | ------ | ------- | ------- | ------- |
| ريال سرقسطة                | 2014–15  | 31     | 1       | –      | –       | 0      | 0       | 31      | 1       |
| ريال سرقسطة (إعارة)        | 2015–16  | 20     | 0       | –      | –       | 0      | 0       | 20      | 0       |
| آينتراخت فرانكفورت (إعارة) | 2016–17  | 25     | 1       | 2      | 0       | 0      | 0       | 27      | 1       |
| ريال مدريد                 | 2017–18  | 7      | 0       | 4      | 0       | 1      | 0       | 12      | 0       |
| ريال مدريد                 | 2018–19  | 5      | 1       | 1      | 0       | 1      | 0       | 7       | 1       |
| ريال مدريد                 | المجموع  | 12     | 1       | 5      | 0       | 2      | 0       | 19      | 1       |
| ريال مدريد                 | 2019–20  | 2      | 0       | 2      | 0       | 3      | 0       | 7       | 0       |
| غرناطة (إعارة)             | 2019–20  | 11     | 0       | 3      | 0       | 0      | 0       | 14      | 0       |
| غرناطة (إعارة)             | 2020–21  | 0      | 0       | 0      | 0       | 0      | 0       | 0       | 0       |
| الإجمالي                   | الإجمالي | 101    | 3       | 12     | 0       | 5      | 0       | 118     | 3       |

1 تشمل كأس السوبر الأوروبي، كأس السوبر الأوروبي وكأس العالم للأندية.

## الإنجازات

### النادي
ريال مدريد
- الدوري الإسباني: 2021–22
- كأس السوبر الإسباني: 2021–22[44][45]
- كأس ملك إسبانيا: 2022–23[46]
- دوري أبطال أوروبا: 2017–18،[47] 2021–22[48]
- كأس السوبر الأوروبي: 2017[49]، 2022،[50] 2024[51]
- كأس العالم للأندية: 2017،[52] 2018،[53] 2022[54]
- كأس القارات للأندية: 2024[55]

### المنتخب
إسبانيا تحت 19 سنة
- بطولة أمم أوروبا تحت 19 سنة: 2015[56]

إسبانيا تحت 21 سنة
- بطولة أمم أوروبا تحت 21 سنة: 2019؛[57] الوصيف 2017[58]

إسبانيا تحت 23 سنة
- كرة القدم في الألعاب الأولمبية الصيفية الميدالية الفضية: 2020[59]

الفردية
- فريق بطولة أوروبا تحت 21 عامًا: 2019[60]

## وصلات خارجية
لا توجد روابط لمواقع التواصل الاجتماعي.

- خيسوس فاييخو على موقع الاتحاد الأوربي (الإنجليزية)
- خيسوس فاييخو على موقع إي إس بي إن إف سي (الإنجليزية)
- خيسوس فاييخو على موقع قاعدة بيانات كرة القدم.إي يو (الإنجليزية)
- خيسوس فاييخو على موقع ليكيب (الفرنسية)
- خيسوس فاييخو على موقع Soccerbase.com (لاعب) (الإنجليزية)
- خيسوس فاييخو على موقع Soccerway.com (الإنجليزية)
- خيسوس فاييخو على موقع عالم كرة القدم.نت (الإنجليزية)
- خيسوس فاييخو على موقع كووورة
- خيسوس فاييخو على موقع أوليمبيديا (الإنجليزية)
- خيسوس فاييخو على موقع AS.com (الإسبانية)